# Lumière cendrée de Vénus
La lumière cendrée de Vénus, souvent désignée par sa traduction littérale anglophone ashen light (qui se réfère implicitement le plus souvent à Vénus, contrairement à l'expression française lumière cendrée qui se réfère presque toujours à la Lune), est un phénomène lumineux évanescent, à la réalité discutée, qui se présenterait sous la forme d'une lueur diffuse à peine discernable éclairant la partie sombre du disque de Vénus lorsque cette planète apparaît depuis la Terre comme un fin croissant. Elle semble être plus facile à percevoir à proximité du terminateur vespéral — celui qui est visible depuis la Terre au coucher du Soleil, Vénus ayant une rotation rétrograde.

## Observations relatées
Cette lumière aurait été observée pour la première fois par le prêtre jésuite et astronome italien Giovanni Riccioli en 1643, puis par le compositeur et astronome germano-britannique William Herschel au XVIIIe siècle, et,  au XXe siècle, par des astronomes et vulgarisateurs anglo-saxons tels que Patrick Moore et William Hartmann ; d'autres astronomes, en revanche, notamment l'Américain Edward Emerson Barnard connu pour l'acuité de ses observations, ne sont jamais parvenus à la voir. L'observation de Vénus dans cette phase n'est, en effet, pas aisée car, par définition, la planète est alors angulairement peu écartée du Soleil dans le ciel.

## Explications proposées
Plusieurs tentatives pour mesurer quantitativement ce phénomène et confirmer ou infirmer son existence réelle ont abouti à des résultats partiels et contradictoires ; il est d'ailleurs possible que, si elle existe réellement, la lumière cendrée de Vénus ne se manifeste que de façon intermittente. Les recherches visant à la détecter factuellement reposent sur deux hypothèses majeures.
La plus ancienne de ces hypothèses s'appuie sur la présence de nombreux éclairs qui illumineraient globalement la nuit vénusienne, éclairs détectés notamment par la sonde soviétique Venera 9 et pressentis depuis les débuts de l'exploration de Vénus ; cette hypothèse souffre de difficultés qui lui ont valu d'emblée de solides réfutations, mais l'existence d'éclairs dans l'atmosphère de Vénus a été confirmée en 2007 par la sonde européenne Venus Express.
Une autre piste évoquerait la recombinaison nocturne des atomes d'oxygène dissociés le jour à partir des molécules de dioxyde de carbone sous l'effet du rayonnement ultraviolet du Soleil, ce qui expliquerait l'intensité semble-t-il plus élevée du phénomène à proximité du terminateur vespéral puisque les atomes d'oxygène dissociés y seraient apportés en permanence par les vents dominants de l'atmosphère vénusienne en super-rotation rétrograde :
- le jour : CO2 + hν → CO + O
- la nuit : 2O → O2 + hν à 558 nm (vert tirant sur le jaune)

Ceci aurait notamment été observé en été 2009 à l'Observatoire W. M. Keck, à Hawaï, sous la forme d'une émission optique dans le vert[réf. nécessaire]. L'intensité de ce phénomène semble toutefois insuffisante pour expliquer seule l'existence d'une lumière cendrée sur Vénus — si du moins cette existence est avérée, ce sur quoi la communauté scientifique est globalement plutôt circonspecte.